# Tupuxuara
Tupuxuara byl rodem velkého, bezzubého pterodaktyloidního ptakoještěra s výrazným lebečním hřebenem, který žil v (období křídy) na území dnešní Brazílie (formace Santana) a zřejmě také v Severní Americe.

## Popis
Celkově byl podobný známějšímu rodu Pteranodon, neboť jeho hlavu zdobil v dospělosti podobný, dozadu ubíhající hřeben. Tupuxuara byl zřejmě rybožravý ptakoještěr, žijící nedaleko pobřeží.
Lebka měřila kolem 90 cm a rozpětí křídel tohoto velkého létajícího živočicha činilo až 5,4 metru. V roce 2006 popsali britští paleontologové mládě tohoto druhu, které ještě nemělo vyvinutý lebeční hřeben. Tento objev potvrdil domněnku, že hřeben byl známkou pohlavní dospělosti jedince.
Podle některých výzkumů byli obří ptakoještěři velmi efektivními letci, schopnými urazit až kolem 16 000 kilometrů, a to při průměrné rychlosti asi 130 km/h po dobu 7 až 10 dnů (což se však týká spíše rodu Quetzalcoatlus a některých dalších azhdarchidů).

## Taxonomie
V současnosti jsou rozeznávány dva druhy tohoto rodu, T. longicristatus (popsaný roku 1988) a T. leonardi (1991).